# Phuket FantaSea
Phuket FantaSea (thailändisch ภูเก็ตแฟนตาซี P̣hūkĕt fæntāsī) ist ein Showereignis mit Vergnügungspark in Kamala auf der Insel Phuket in Südthailand. Es bezeichnet sich selbst als Nighttime Cultural Theme Park, denn Themenpark und Restaurant können nur vor Beginn der abendlichen Show – also zur Einstimmung auf diese – genutzt werden, auf die alles zugeschnitten ist. Damit entspricht es seinem Konzept nach in etwa demjenigen etlicher deutscher Musicaltheater. Die beiden auf einer ähnlichen Idee basierenden Showtempel in Thailand: Sam Niramit in Bangkok und Alangkarn bei Pattaya sind erst später hinzugekommen.

## Geschichte
Die Betreibergesellschaft von Bangkoks Safari World erstellte die Anlage, welche am 6. Februar 1999 eröffnet wurde. Für 3.500.000.000 Baht (etwa 80 Millionen Euro) waren auf einem Areal in unmittelbarer Nähe zum Strand (dem „Kamala Beach“) ein Theater, ein Restaurant und der Show- und Themenpark erbaut worden.

## Attraktionen
Mittelpunkt der Anlage ist das Theatergebäude Palace of the Elephants, dessen Front in der Art eines von etlichen lebensgroßen Elefanten-Statuen getragenen Tempels im Khmer-Stil errichtet ist – also etwas wie ein auf Elefantenrücken errichtetes Angkor. Das sieht zwar – zumal am späten Abend und in prachtvoller Beleuchtung – ungeheuer eindrucksvoll aus, ist letztlich aber nur illusionistische Kulisse. Der Zuschauerraum bietet Sitzplätze für 3000 Personen und ist, was Beleuchtung, Ton und Akustik anbelangt, auf dem neuesten Stand der Technik eingerichtet.
Hier wird an sechs Tagen pro Woche eine etwa 75 Minuten dauernde Show mit dem Titel Fantasy of a Kingdom gezeigt, die thailändische Kultur in der Ästhetik des modernen Musical- und Illusionstheaters darbietet. Diese Culture-Illusion Show bietet in verschiedenen Szenen einen Überblick über thailändische Kultur und Geschichte und ist mit Tanz, Musik, Akrobatik, Stunts und vielem weiteren Kunstformen angereichert. Höhepunkte der Show sind zweifellos jene Szenen, in welchen sich ein gutes Dutzend Elefanten auf der Bühne präsentiert und mit in die lebenden Bilder integriert wird. (Die Elefanten waren ursprünglich in Bangkoks Safari World gehaltenen worden, bevor sie zur Mitwirkung an dieser Show nach Kamala verbracht wurden.) Die Veranstaltung wartet auch mit zahlreichen technischen Effekten, Pyrotechnik und Spezialeffekten auf.
Die Qualität der Produktion steht deutlich über derjenigen im Alangkarn; sie wurde inzwischen aber von der seit 2005 in Bangkok gezeigten Show Siam Niramit ein- und sogar ein wenig überholt.
Der Festival Village genannte Themen- und Vergnügungspark bietet von einfachsten Jahrmarktsvergnügungen nach thailändischem Gusto über kleine Shows und musikalische Unterhaltung bis hin zu Elefantenreiten und -füttern alles zur Einstimmung (auch der kleinen Besucher) auf die abendliche Show. Kunsthandwerk-, Andenken- und Merchandising-Läden (ein sogenanntes Shopping Village) fehlen ebenso wenig, wie ein Restaurant mit 4000 Plätzen.